# Гранд-Манан
Гранд-Манан (англ. Grand Manan) — село в Канаді, у провінції Нью-Брансвік, у складі графства Шарлотт.

## Населення
За даними перепису 2016 року, село нараховувало 2360 осіб, показавши скорочення на 0,7%, порівняно з 2011-м роком. Середня густина населення становила 15,4 осіб/км².
З офіційних мов обидвома одночасно володіли 90 жителів, тільки англійською — 2 240. Усього 15 осіб вважали рідною мовою не одну з офіційних.
Працездатне населення становило 65,6% усього населення, рівень безробіття — 10,2%.
Середній дохід на особу становив $45 969 (медіана $32 021), при цьому для чоловіків — $60 800, а для жінок $32 750 (медіани — $47 296 та $23 974 відповідно).
31,6% мешканців мали закінчену шкільну освіту, не мали закінченої шкільної освіти — 26,7%, 41,7% мали післяшкільну освіту, з яких 26,7% мали диплом бакалавра, або вищий.
| Статево-вікова структура населення | Статево-вікова структура населення | Статево-вікова структура населення | Статево-вікова структура населення | Статево-вікова структура населення |
| ---------------------------------- | ---------------------------------- | ---------------------------------- | ---------------------------------- | ---------------------------------- |
|                                    |                                    |                                    |                                    |                                    |
| Всього                             | Всього                             | 49,8%50,2%                         |                                    |                                    |
| 0 — 14 років                       | 0 — 14 років                       |                                    | 16,3%                              | 16,3%                              |
| 15 — 64 років                      | 15 — 64 років                      |                                    | 63,6%                              | 63,6%                              |
| 65 і більше                        | 65 і більше                        |                                    | 20,1%                              | 20,1%                              |
| 85 і більше                        | 85 і більше                        |                                    | 3,6%                               | 3,6%                               |
| Середній вік (років)               | Середній вік (років)               | 41,544,8                           | 43,2                               | 43,2                               |
| Медіана (років)                    | Медіана (років)                    | 42,646,6                           | 44,9                               | 44,9                               |
| — чоловіки — жінки                 |                                    |                                    |                                    |                                    |

| Походження мешканців:     | Походження мешканців:     | Походження мешканців: | Походження мешканців: | Походження мешканців: |
| ------------------------- | ------------------------- | --------------------- | --------------------- | --------------------- |
| Походження                |                           |                       | осіб                  | %                     |
| Корінні американці        | Корінні американці        |                       | 315                   | 13.58%                |
| Інше північноамериканське | Інше північноамериканське |                       | 1 460                 | 62.93%                |
| Європейське               | Європейське               |                       | 1 230                 | 53.02%                |
| британське                | британське                |                       | 1 090                 | 46.98%                |
| французьке                | французьке                |                       | 125                   | 5.39%                 |
| українське                | українське                |                       | 20                    | 0.86%                 |
| Латинськоамериканське     | Латинськоамериканське     |                       | 10                    | 0.43%                 |
| Африканське               | Африканське               |                       | 10                    | 0.43%                 |
| Океанійське               | Океанійське               |                       | 10                    | 0.43%                 |

## Клімат
Середня річна температура становить 6,3°C, середня максимальна – 21,3°C, а середня мінімальна – -11,2°C. Середня річна кількість опадів – 1 258 мм.
| Клімат поселення                              | Клімат поселення | Клімат поселення | Клімат поселення | Клімат поселення | Клімат поселення | Клімат поселення | Клімат поселення | Клімат поселення | Клімат поселення | Клімат поселення | Клімат поселення | Клімат поселення | Клімат поселення |
| Показник                                      | Січ.             | Лют.             | Бер.             | Квіт.            | Трав.            | Черв.            | Лип.             | Серп.            | Вер.             | Жовт.            | Лист.            | Груд.            |                  |
| Середній максимум, °C                         | 0,02             | 0,68             | 4,72             | 10,36            | 15,48            | 20,08            | 21,31            | 21,12            | 17,59            | 12,28            | 7,45             | 1,37             |                  |
| Середня температура, °C                       | −5,58            | −4,92            | −0,88            | 4,76             | 9,88             | 14,47            | 17,38            | 17,19            | 13,68            | 8,33             | 3,53             | −2,54            |                  |
| Середній мінімум, °C                          | −11,19           | −10,53           | −6,49            | −0,85            | 4,27             | 8,86             | 13,44            | 13,26            | 9,72             | 4,42             | −0,4             | −6,5             |                  |
| Норма опадів, мм                              | 126              | 90               | 116              | 101              | 100              | 85               | 79               | 77               | 110              | 118              | 132              | 124              |                  |
| Середньомісячна швидкість вітру, м/с          | 5.10             | 5.14             | 5.06             | 4.75             | 4.32             | 3.96             | 3.50             | 3.42             | 3.91             | 4.52             | 4.99             | 5.23             |                  |
| Середньомісячна сонячна радіація, кДж/м²·день | 5420             | 8602             | 12378            | 15542            | 18402            | 20493            | 20076            | 17935            | 13627            | 8960             | 5379             | 4314             |                  |
| --------------------------------------------- | ---------------- | ---------------- | ---------------- | ---------------- | ---------------- | ---------------- | ---------------- | ---------------- | ---------------- | ---------------- | ---------------- | ---------------- | ---------------- |
| Джерело:                                      |                  |                  |                  |                  |                  |                  |                  |                  |                  |                  |                  |                  |                  |